# Курашики
Курашики (јап. 倉敷市) град је у Јапану у префектури Окајама. Према попису становништва из 2005. у граду је живело 469.372 становника.

## Становништво
Према подацима са пописа, у граду је 2005. године живело 469.372 становника.
| 1995.   | 2000.   | 2005.   |
| ------- | ------- | ------- |
| 453.618 | 460.869 | 469.372 |

## Партнерски градови
- Крајстчерч
- Санкт Пелтен
- Канзас Сити
- Џенђанг